# اللادينية في جنوب إفريقيا
وفقاً للتعداد الوطني لجنوب أفريقيا 2001، فإن اللادينية تُمثِّل المعتقدات الدينية لـ15.1٪ من السكان في جنوب أفريقيا، ومُعظمهم من البيض.
أظهر استطلاع عام 2012 أن عدد سكان جنوب أفريقيا الذين يعتبرون أنفسهم متدينين قد انخفض من 83٪ من السكان في عام 2005 إلى 64٪ من السكان في عام 2012.

### قراءة معمقة
- Ashton، Glenn (7 نوفمبر 2008). "Atheism and the State of Belief in South Africa". sacsis.org.za. مؤرشف من الأصل في 2018-08-07. اطلع عليه بتاريخ 2012-11-17.
- "WIN/GIA Global Index of Religiosity and Atheism - 2012" (PDF). Winmr.com. مؤرشف من الأصل (PDF) في 2017-08-02. اطلع عليه بتاريخ 2012-11-17.